# マイ・エイム・イズ・トゥルー
マイ・エイム・イズ・トゥルー(My Aim is True)は、エルヴィス・コステロのデビュー・アルバム。

## 解説
全英14位を記録。3月にデビュー・シングルとして先行発表されていた「レス・ザン・ゼロ」や、リンダ・ロンシュタット等にカヴァーされたコステロの代表曲「アリスン」を収録。プロデュースはデビュー前からコステロと親交のあったニック・ロウが務めている。
アルバムは合計24時間（4時間のセッション×6回）で録音され、費やした費用は1000ポンドと言われている。（2000ポンドという説もある）
オリジナル盤収録曲の演奏は、のちにヒューイ・ルイス&ザ・ニュースとなるクローバーが担当した。また数曲でニック・ロウがベースを弾いている。
「ウォッチング・ザ・ディテクティヴス - Watching the Detectives」は、グレアム・パーカーのバンドであるルーモアのアンドリュー・ボドナー（ベース）とスティーブ・グールディング（ドラム）と後にアトラクションズに加入するスティーヴ・ナイーヴがピアノとオルガンを弾いている。
アルバムのアウトテイクとなった「レディオ・スイートハート - Radio Sweetheart」はファーストシングルである「レス・ザン・ゼロ - Less Than Zero」のB面に収録された。「ストレンジャー・イン・ザ・ハウス - Stranger in the House」はカントリー・ミュージック風のスタイルが1977年の時代に合わないと判断されたためアルバムへの収録から漏れたが、次作『ディス・イヤーズ・モデル』に初回5万枚限定に付いていたシングルに収録された。
『ローリング・ストーン』誌が選んだ「オールタイム・ベスト・アルバム500」と「オールタイム・ベスト・デビュー・アルバム100」に於いて、それぞれ168位と21位にランクイン。

## 収録曲
1. ウェルカム・トゥ・ザ・ワーキング・ウィーク - Welcome to the Working Week
2. ミラクル・マン - Miracle Man
3. ノー・ダンシング - No Dancing
4. ブレイム・イット・オン・ケイン - Blame It on Cain
5. アリソン - Alison
6. スニーキー・フィーリングス - Sneaky Feelings
7. レッド・シューズ - (The Angels Wanna Wear My) Red Shoes
8. レス・ザン・ゼロ - Less Than Zero (Album Version)
9. ミステリー・ダンス - Mystery Dance
10. ペイ・イット・バック - Pay It Back
11. アイム・ノット・アングリー - I'm Not Angry
12. ウェイティング・フォー・ジ・エンド・オブ・ザ・ワールド - Waiting for the End of the World
13. ウォッチング・ザ・ディテクティヴス - Watching the Detectives(アメリカ版（「スニーキー・フィーリングス」の次曲として収録）・日本版のみ)

### ボーナス・トラック (1993 Rykodisc)
1. ウォッチング・ザ・ディテクティヴス - Watching the Detectives (Remix)
2. レディオ・スイートハート - Radio Sweetheart
3. ストレンジャー・イン・ザ・ハウス - Stranger in the House
4. イマジネイション - Imagination (Is a Powerful Deceiver) 
メジャーデビュー前のバンドであるフリップ・シティによる録音（1974年〜1975年頃）
5. ミステリー・ダンス - Mystery Dance (Demo version)
6. チープ・リウォード - Cheap Reward (Demo version)
7. ジャンプ・アップ - Jump Up (Demo version)
8. ウエイヴ・ア・ホワイト・フラッグ - Wave a White Flag (Demo version)
9. ブレイム・イット・オン・ケイン - Blame It on Cain (Demo version)
10. ポイズン・ムーン - Poison Moon (Demo version) 
上記6曲は自宅の寝室で録音されたホームデモ（1975年後半〜1976年前半）

### ボーナス・トラック (2001 Rhino)
1. ウォッチング・ザ・ディテクティヴス - Watching the Detectives (Remix)
2. ノー・アクション - No Action (Early Version)
3. リヴィング・イン・パラダイス - Living in Paradise (Early Version)
4. レディオ・スイートハート - Radio Sweetheart
5. ストレンジャー・イン・ザ・ハウス - Stranger in the House
6. 恋のとまどい（Live） I Just Don't Know What to Do with Myself (Burt Bacharach, Hal David) (from Live Stiffs)
7. レス・ザン・ゼロ（ダラス・ヴァージョン）- Less Than Zero (Dallas version) (from Live at the El Mocambo)
8. イマジネイション - Imagination (Is a Powerful Deceiver) 
メジャーデビュー前のバンドであるフリップ・シティによる録音（1974年〜1975年頃）
9. ミステリー・ダンス - Mystery Dance (Demo version)
10. チープ・リウォード - Cheap Reward (Demo version)
11. ジャンプ・アップ - Jump Up (Demo version)
12. ウエイヴ・ア・ホワイト・フラッグ - Wave a White Flag (Demo version)
13. ブレイム・イット・オン・ケイン - Blame It on Cain (Demo version)
14. ポイズン・ムーン - Poison Moon (Demo version) 
上記6曲は自宅の寝室で録音されたホームデモ（1975年後半〜1976年前半）

### デラックス・エディション (2007 Hip-O)
1. ウォッチング・ザ・ディテクティヴス - Watching the Detectives (Remix)

The Out-takes
1. ノー・アクション - No Action (Early Version)
2. リヴィング・イン・パラダイス - Living in Paradise (Early Version)
3. レディオ・スイートハート - Radio Sweetheart
4. ストレンジャー・イン・ザ・ハウス - Stranger in the House

The Pathway Studios Demos
1. ウェルカム・トゥ・ザ・ワーキング・ウィーク - Welcome to the Working Week
2. ブルー・ミニット - Blue Minute
3. ミラクル・マン - Miracle Man
4. ウェイティング・フォー・ジ・エンド・オブ・ザ・ワールド - Waiting for the End of the World
5. コール・オン・ミー - Call On Me
6. レッド・シューズ - (The Angels Wanna Wear My) Red Shoes
7. アイ・ドント・ウァント・トゥ・ゴー・ホーム - I Don't Want to Go Home
8. アイ・ヒア・ア・メロディ - I Hear a Melody

Elvis Costello & The Attractions: Live at Nashville Rooms - August 7, 1977
1. イントロダクション・バイ・デイヴ・ロビンソン - Introduction by Dave Robinson
2. ウェルカム・トゥ・ザ・ワーキング・ウィーク - Welcome to the Working Week
3. ブレイム・イット・オン・ケイン - Blame It on Cain
4. ノー・ダンシング - No Dancing
5. ウェイティング・フォー・ジ・エンド・オブ・ザ・ワールド - Waiting for the End of the World
6. ナイト・ラリー - Night Rally
7. フーヴァー・ファクトリー - Hoover Factory
8. ノー・アクション - No Action
9. チェルシー - (I Don't Want to Go to) Chelsea
10. ミラクル・マン - Miracle Man
11. ザ・ビート - The Beat
12. レス・ザン・ゼロ - Less Than Zero (Album Version)
13. レッド・シューズ - (The Angels Wanna Wear My) Red Shoes
14. リップスティック・ヴォーグ - Lipstick Vogue
15. ウォッチング・ザ・ディテクティヴス - Watching the Detectives
16. リップ・サーヴィス - Lip Service
17. ミステリー・ダンス - Mystery Dance
18. アリスン（英語版） - Alison

Elvis Costello & The Attractions: Live at Nashville Rooms - Soundcheck, August 7, 1977
1. ペイ・イット・バック - Pay It Back
2. レディオ・スイートハート - Radio Sweetheart
3. スニーキー・フィーリングス - Sneaky Feelings
4. クローイング・イン・ザ・USA - Crawing in the USA
5. アリスン（英語版） - Alison

## プレイヤー
- Elvis Costello - ギター, ボーカル
- John Mcfee - ギター, ペダルスティール
- Sean Hopper - ピアノ, オルガン
- Johnny Ciambotti - ベース
- Micky Shine - ドラムス
- EC,Nick Lowe,Sean Hopper,Johnny Ciambotti - バッキングヴォーカル